# Atlético Huila
Atlético Huila (cuyo nombre oficial es Club Deportivo Atlético Huila) es un club de fútbol de Colombia con sede en la ciudad de Neiva en el departamento del Huila en donde fue fundado el 29 de noviembre de 1990.
Juega en la Segunda División del Fútbol Profesional Colombiano tras sufrir el descenso.
Es conocido porque Atlético Huila Femenino fue campeón de la Copa Libertadores Femenina 2018. También compite en otros deportes como el fútbol sala.
Con el título obtenido en el torneo 2021, se ha coronado campeón por cuarta vez en la Categoría Primera B organizada por la Dimayor. De este modo, ha obtenido los títulos en 1992, 1997, 2020 y 2021, siendo el club más ganador de la competición. Asimismo, obtuvo el título de campeón en el Torneo Finalización de la Primera B en 2022.
En la Categoría Primera A ha sido subcampeón en dos oportunidades con subtítulos en el Apertura 2007-I y Finalización 2009-II, disputando las finales con el Atlético Nacional y el Deportivo Independiente Medellín respectivamente. En torneos internacionales ha jugado en la Copa Conmebol 1999 y la Copa Sudamericana 2010.
El club opita juega el Clásico del Tolima Grande contra su rival de la región, el Deportes Tolima, en los clásicos de la primera división del fútbol colombiano.

## Historia

### Inicios y ascenso
El 29 de noviembre de 1990 se crea el Club Deportivo Atlético Huila, luego de varios meses de conversaciones y gestión interna en el departamento del Huila para tener un equipo profesional. La idea del Atlético Huila contó con el apoyo de dirigentes como Jorge Correa Pastrana (presidente de la Dimayor), Álvaro González Alzate (presidente de la Difútbol), Gerardo Gómez Álvarez (presidente de la Liga de fútbol del Huila) y el entonces gobernador Jorge Eduardo Gechem y el alcalde de Neiva Luis Alberto Díaz.
En el año 1991 se forma el primer equipo profesional para participar del torneo de la Primera B, con Víctor Quiñónez como técnico. En esa temporada Atlético Huila fue cuarto en la tabla de posiciones. En el año de 1992 toma el mando técnico Alberto Rujana, quien tuvo una excelente campaña para llevar al Atlético Huila rumbo a la Primera A. Entre otros jugadores, se destacó Guillermo Berrío, quien fue goleador de la temporada con 18 tantos. Igualmente, Alonso Alcíbar marcó 11 goles y Wilson Cano nueve.

### Años en Primera División (1993-1996)
Las primeras temporadas del Atlético Huila en la máxima categoría del fútbol en Colombia no tuvieron mayor éxito, ya que no pelearon el campeonato. Pese a ello,  Atlético Huila se quedó cuatro temporadas en el campeonato profesional. En la temporada 1993 terminó en el puesto 11, contando con la base de jugadores que ascendieron de la Primera B y refuerzos como Walter Escobar y Rogeiro Da Silva.
En la temporada 1994 llegaron Rafael Dudamel y Manuel Acisclo Córdoba, entre otros refuerzos. Al final del torneo, Atlético Huila fue décimo. En 1995 el sistema de campeonato cambió, realizándose un torneo corto en el primer semestre, para acoplar el calendario con el fútbol en Europa. La campaña fue bastante mala, ya que Huila se salvó por dos puntos de caer al descenso. En el campeonato 1995-1996 Atlético Huila cambió de técnico, llegando Nelson Abadía a comienzos de 1996. Pese a ello, el Huila fue último en la instaurada tabla de promedio para el descenso y cayó de nuevo a la Primera B.

### Segunda etapa del club (1997-2004)
El Atlético Huila cambió nuevamente de técnico. Rafael Corrales dirigió al club en la temporada 1996-97, finalizando en el quinto lugar, y en el Adecuación 1997, en el cual cumplió con la misión de ganar el segundo título del club 'Opita' y llevarlo de nuevo a la Primera A en diciembre de 1997, superando al Cúcuta Deportivo. En la nómina ganadora del ascenso figuraban jugadores como Edú Aponzá, Diego Luis Córdoba, Hugo Arias y Julio César Ararat.
Luego del ascenso, en la temporada 1998, llegaron como refuerzos Joaquín Pitre y el chileno Elías Escalona, entre otros. Al final del año, Atlético Huila fue noveno y quedó a cuatro puntos de ingresar en los cuadrangulares semifinales. La temporada 1999 sería la última de Rafael Corrales como técnico, luego de dejar al Atlético Huila en el último lugar del campeonato con apenas 36 puntos en 44 partidos. Pese a ello, el club se mantuvo en Primera División. En ese año, Jairo Patiño vistió los colores del Atlético Huila.
Para la temporada 2000 el Huila tuvo dos técnicos. En el primer semestre dirigió Jairo Silva Quizá y en los segundos seis meses del año el estratega fue Juan Eugenio Jiménez, quien luego de llevar al Atlético Huila al décimo lugar del campeonato se quedó en el cargo. En 2001, Atlético Huila fue penúltimo con apenas 42 puntos, pese a ello Jiménez siguió como entrenador. En esa temporada atajó el arquero uruguayo Héctor Burguez y se retiró el delantero Bernardo Redín.
En 2002 se instauró de forma definitiva el sistema de torneos cortos. En el Torneo Apertura, Huila fue 14.º, lo cual produjo la salida de Juan Eugenio Jiménez y el debut como técnico de Bernardo Redín para el Torneo Finalización, culminando en el puesto 15, salvándose de descender apenas por la diferencia de goles, ya que empató en puntos en el último lugar de la tabla del descenso con el descendido Real Cartagena. Para el Apertura 2003, Huila se quedó apenas a dos goles de ingresar a los cuadrangulares, en el noveno lugar. Con el Torneo Finalización se produjo el regreso de Guillermo Berrío al Atlético Huila, sin embargo, el club quedó en el puesto 12, lo cual hizo que Bernardo Redín renunciara al cargo de entrenador.
Félix Valverde Quiñónez fue el designado por la directiva huilense para dirigir al equipo en 2004. Jugadores como Manuel Santos Arboleda, Wilson Cano, David Mendoza, Duván Hernández, Rubiel Quintana y Óscar Londoño, no pudieron lograr que el Atlético Huila avanzara a la semifinal. En el Apertura el equipo ocupó el puesto 15.º, y en el Finalización apenas alcanzaron el puesto 13.

### Semifinalista y cerca del descenso (2005-2006)
El exgobernador del Huila Jaime Lozada Perdomo asumió la presidencia del club en el 2005, buscando un saneamiento fiscal y la mejora en los resultados deportivos. Con él, llegó Bernardo Redín para dirigir nuevamente al equipo. En el Torneo Apertura, Atlético Huila logra clasificar por primera vez a los cuadrangulares semifinales de la Primera A al ocupar el sexto lugar con 26 puntos. Ya en los cuadrangulares, Huila fue superado por Santa Fe y Envigado FC. En el mismo cuadrangular B también estuvo el Once Caldas.
En el Finalización 2005, el nivel futbolístico del Atlético Huila decayó, finalizando la temporada en el puesto 16, produciéndose de nuevo la salida de Bernardo Redín. El 3 de diciembre de ese año la tragedia tocó por primera vez las puertas del Huila, con el fallecimiento del presidente Jaime Lozada Perdomo. En su reemplazo se posesionó el empresario Jorge Fernando Perdomo.
Para la temporada 2006 llegó Néstor Otero a ocupar el cargo de director técnico, con el primer objetivo de salvar al Atlético Huila del descenso. En el Torneo Apertura, el equipo ocupa el puesto 15, quedando muy comprometido para el campeonato siguiente. Para el Finalización 2006, llegan como refuerzos los experimentados Víctor Bonilla, Leonardo Rojano y Bélmer Aguilar. El Atlético Huila hizo una gran campaña al ubicarse cuarto con 31 puntos y clasificando por segunda vez para los cuadrangulares semifinales. En esa instancia fueron últimos del Grupo B, detrás de Cúcuta Deportivo, Independiente Medellín y Millonarios.
Sin embargo, al ocupar la casilla 17 en la tabla de promedio para el descenso, debió jugar la serie de promoción (que comenzaba ese año), con el segundo equipo del torneo de la Primera B, el Valledupar F. C. El onceno 'Opita' ganó la serie con el marcador global de 3-0 y aseguró su permanencia en la Primera A para la Temporada 2007.

### Subcampeonato 2007-I
Para la temporada siguiente, en el Torneo Apertura, terminó en el octavo puesto de la fase de todos contra todos. En la fase de los cuadrangulares ocupó el primer lugar tras ganar 2-0 a Millonarios en la última fecha, beneficiándose a la vez por el empate entre el Cúcuta Deportivo y Independiente Medellín, y enfrentó a Atlético Nacional en la final del primer torneo del año, siendo esta oportunidad la primera vez que disputa un título del fútbol colombiano bajo el mando técnico de Néstor Otero.
En el partido de ida, disputado el 13 de junio, Atlético Huila perdió 0:1 en condición de local. El partido de vuelta se disputó el 17 de junio en el Estadio Atanasio Girardot de Medellín, donde Atlético Nacional venció 2:1 al equipo huilense, en lo que fue considerado como una final dramática. Así, los verdes se coronaron campeones del Torneo Apertura. En el Finalización bajan su nivel y apenas logra acabar en la posición 15. En el Apertura 2008 no hace un buen torneo y culmina en el puesto 14, y en el Finalización culmina en la posición 17, teniendo de nuevo problemas con el descenso para la temporada 2009.

### Subcampeonato 2009-II
Ante el despido de Néstor Otero, llega Javier Álvarez pero no logra los resultados esperados, dejando al equipo en la posición 13 del Apertura 2009. Se le da entonces la oportunidad a Guillermo "el teacher" Berrio de asumir el cargo de director técnico. Quien fuera el mayor goleador en la historia del equipo, enfrentaba el reto de dirigir por primera vez.
Se clasificó como tercero de la fase todos contra todos, y en los cuadrangulares semifinales enfrentó, en el Grupo B, al Atlético Nacional, Deportes Tolima y Santa Fe. El 13 de diciembre de 2009, goleó a este último 4-1, dándole el pase a la final, frente al Independiente Medellín. En el partido de ida cayó 0-1 en Neiva, y la vuelta finalizó 2-2 en Medellín, en un partido intenso y lleno de emociones, el cual dejó al Atlético Huila como subcampeón del torneo. No obstante, gracias a su tercer lugar en la tabla de reclasificación, el club clasificó para disputar la Copa Sudamericana 2010.

### Temporada 2010
Después del subtítulo logrado por Guillermo Berrío se inicia una nueva temporada en el Apertura 2010, para aquel entonces llegaría al club opita entre otros, Ormedis Madera, Carlos Carbonero, Javier Araújo y Nondier Romero como refuerzos. El Huila no consiguió muy buenos resultados esta temporada y finalizaría en el puesto 11 con 24 puntos.
En el segundo semestre de 2010 clasifica de nuevo a los cuadrangulares semifinales, y obtiene resultados aceptables al derrotar a Santa Fe y a Equidad, pero sin alcanzar los puntos suficientes para llegar a la final.

### Copa Sudamericana 2010
Atlético Huila tras sus buenos resultados en la Temporada 2009 logra clasificar a la Copa Sudamericana. En la primera fase se enfrentaría con el Trujillanos Fútbol Club de Venezuela doblegándolo en el global 5:2. Ya en segunda fase se enfrentó con el club boliviano San José perdiendo la llave en el global por un marcador de 5:1 y relegando sus posibilidades de pasar a octavos de final.

### Temporada 2011
Para esta temporada en el Primer Semestre el Atlético Huila tuvo una mala campaña teniendo un buen comienzo pero fue bajando su nivel. En esa temporada perdió 4-7 en condición de local frente al Deportes Tolima.
Para el segundo semestre llega como técnico Néstor Otero y trae jugadores como Sebastián Hernández, Camilo Ayala, Ronaille Calheira, Milton Rodríguez. En el cual tuvo un buen comienzo pero bajo su nivel después de la 9 fecha.

### Temporada 2012
Para la Liga Postobon I le dan continuidad al técnico Néstor Otero y comienza a armar un equipo competitivo trayendo a jugadores con experiencia y buen juego como Alejandro Vélez, Nelson Barahona, Jonathan Álvarez, Digno Javier González, Hugo Soto, Cristian Restrepo, Edison Palomino, Sergio Luna, Armando Carrillo.
Tuvo un excelente comienzo quedando siete fechas de primero, en la fase todos contra todos quedó de 4 con 29 puntos.
Para el 22 de mayo se enfrentó en un partido amistoso al Atlético de Madrid en el Estadio Guillermo Plazas Alcid para celebrar los 400 años de Neiva. El marcador fue Atlético Huila 1 - 3 Atlético de Madrid, siendo el primer partido frente a un equipo europeo.
En la fase de cuadrangulares se enfrentó a Deportes Tolima, Deportivo Pasto y Deportivo Cali. Tuvo mala campaña tan solo obtener 1 punto de 18 posibles y siendo el equipo que menos puntos hizo.
Para el segundo semestre al equipo le tocó mermar la nómina tras una crisis económica que comenzó a molestar al club.
Se fueron jugadores importantes en el segundo semestre, Jonathan Álvarez, Digno Javier González, Hugo Soto, Sebastián Hernández, Milton Rodríguez, Amílcar Henríquez, Daniel Bocanegra.
Trajeron jugadores de menor costo para suplir la nómina, entre los más importantes se encuentran Ricardo Ciciliano, Iván Garrido, Lisandro Silva, Williams Buenaños, Jorge Horacio Serna, Jorge Herera.
Pero el Atlético Huila no pudo levantar cabeza durante todo el torneo, solo pudo ganar dos partidos de 18, se los ganó a Envigado F.C, Santafe, los dos los ganó de local.

### Temporada 2013
Tras la desastrosa campaña del segundo semestre del 2012 cambia la nómina en un 90%, se le dio continuidad algunos jugadores, Williams Buenaños, Iván Garrido, Jorge Herera, Anuar Hurtado, Pablo Escobar, Edison Palomino y Jeison Rentería, y varios jugadores de las Divisiones Menores fueron ascendidos al primer equipo.
Entre los jugadores destacados que llegaron a reforzar en el primer semestre se encuentran Tressor Moreno, César Valoyes, David Córdoba, Dayron Pérez, Marco Canchila, el regreso del arquero Huilense Carlos Abella, los jugadores venezolanos Wuiswell Isea y Armando Maita, y el paraguayo Fabio Escobar. El cuadro en el año solo logró mantener la categoría y ocupar el lugar 13 en el Torneo Apertura y 14 en el Torneo Finalización, comprometiendo por otro año más la categoría.

### Temporada 2014
Para el primer semestre de 2014, el equipo se reforzó con jugadores internacionales, el argentino Hernán Hechalar y el uruguayo Ernesto Hernández junto a los colombianos Jarol Martínez, Jean Carlos Blanco y Henry Solís llegaron al equipo para afrontar la Liga Postobon 2014-I. El equipo quedó 13.º con 19 puntos.
En el segundo semestre de 2014, el equipo hizo gran modificación de la plantilla de jugadores. Salieron 11 jugadores, y se incorporó al jugador argentino Marcelo Raúl Bergese, junto a los colombianos Elvis Perlaza, Jhon Lozano, Juan Carlos Guazá, Jhony Cano y Juan Fernando Caicedo para frontar la Liga Postobon 2014-II.
El equipo comenzó luchando su permanencia en la categoría, y tras los malos resultados en los primeros partidos, el equipo destituyó al entrenador Virgilio Puerto. A finales del mes de agosto, se contrató a Fernando Castro como el nuevo entrenador del equipo. Tras el cambio de entrenador, el equipo logró una racha histórica de 10 partidos seguidos sin perder, logrando así su permanencia en la categoría y su clasificación a la siguiente fase del torneo, en el puesto 8.º con 27 puntos. En la segunda fase, tras el sorteo de los cuadrangulares, el equipo compartió grupo con Independiente Santa Fe, Atlético Nacional y Once Caldas. El equipo quedó eliminado como 2.º del grupo, con 11 puntos. En la Reclasificación 2014-II acabó 3.º, por debajo del campeón y subcampeón, y en la Reclasificación 2014 terminó 8.º con 57 puntos en 42 partidos. En el equipo terminaron como figuras el argentino Hernán Hechalar, y el goleador Juan Fernando Caicedo (14 goles en 21 partidos). Al finalizar el torneo, se conoció la salida del entrenador Fernando Castro para vincularse con otro equipo.

### Temporada 2015
Para el primer semestre de 2015, el equipo hizo gran modificación de la plantilla de jugadores. Salieron 14 de sus jugadores y llegaron al equipo para afrontar la Liga Águila 2015-I el técnico risaraldense José Fernando Santa como nuevo entrenador del equipo y se reforzó con nuevos jugadores, entre ellos algunos extranjeros, el uruguayos Jhonny da Silva, y el venezolano Layneker Zafra y el paraguayo Pedro Chávez junto a los colombianos Diego Amaya, César Hinestroza, Juan Fernando Niño, David Ferreira, Juan Esteban Ortiz, Hamilton Valencia, Camilo Ayala, Yovanny Arrechea, Cristhian Alarcón, Elvis González y Anderson Plata . Con una brillante campaña del profesor santa el atlético huila logró clasificarse de primero en la liga con 41 puntos. en el sorteo de la liga el atlético huila le tocaba enfrentarse con su clásico rival, el Deportes Tolima, se enfrentaron en el partido de ida el miércoles 20 de mayo en el cual el huila cayó 2-1, y jugarían la vuelta el 24 de mayo donde perdería 3-2 en el Estadio Centenario de Armenia y así quedaba eliminado de la Liga Águila 2015-I.
Para el segundo semestre de 2015, el equipo sufrió la salida del 4 jugadores entre ellos los delantero argentino Marcelo Bergese, Jonathan Angulo los defensa John Lozano, Elacio Córdoba y el venezolano Layneker Zafra y confirma los refuerzos el paraguayo Francisco García y juntos a los colombianos Eder Castañeda, Cristian Cangá, Jordin Soracà y Denis Gómez para frontar la Liga Águila 2015-II.
En el año 2015 y cumpliéndose el primer torneo, La Dimayor informó que Atlético Huila jugará los cuartos de final de la Liga Águila 2015-I y las semifinales y final en el estadio Centenario de Armenia.
Para realizar el cambio de sede, el club de Neiva contó con el aval del club local de esa ciudad, el Deportes Quindío, y así mismo, realizó un contrato de alquiler del escenario deportivo con el Instituto Municipal del Deporte y Recreación de Armenia, Imdera.
En el mes de enero de 2017 el presidente de la Institución inició un nuevo proyecto futbolístico en busca de fortalecer las divisiones menores y el equipo profesional. Se vinculó al Club Jorge Bermúdez como director deportivo y a Rafael Piscitello como secretario técnico. El cuerpo técnico esta vez lo conformó Jorge Vivaldo, Cristián Galván y Lucas Polledrotti, sin embargo y ante una mala campaña quedó como DT encargado ‘El Patrón’ Bermúdez en el mes de mayo cuando rescindió el grupo de argentinos. Finalmente el Club llegó a un acuerdo con el director deportivo y el secretario técnico.

### Temporadas 2016, 2017 y 2018
Los malos resultados de la temporada 2016 y del Torneo Apertura 2017 dejaron al equipo opita en una posición incómoda de cara a la Temporada 2018, en donde inició en las últimas posiciones de la tabla del descenso.
En el Torneo Apertura 2018 clasificó entre los ocho, llegando a semifinales, donde quedó eliminado por Atlético Nacional. En el torneo finalización se salvó del descenso.

### Temporada 2019
Comenzaba el año en una posición complicada en la tabla del descenso. Durante todo el año nunca pudo tomar el nivel para salir del fantasma del descenso y, aunque para la última fecha del Torneo Finalización tenía la opción de salir del descenso directo, perdió la categoría y jugará en la Primera B en la temporada 2020 luego de 23 años de haber sufrido el último descenso en el campeonato 1995-96.

### Temporada 2020 - 2021-I
En el 2020 quedó séptimo en el todos contra todos y, en cuadrangulares, quedó primero del grupo B con 13 puntos. En la final vence a Cortuluá, asegurando un cupo en la gran final por el ascenso directo, ya que este año no hubo ascenso debido la pandemia del coronavirus. El Atlético Huila tuvo una buena campaña en el 2021-I de la Categoría B, en la cual quedó de primero el la tabla de posiciones, quedando por encima del Unión Magdalena y Deportes Quindío. De igual forma, en el cuadrangular hizo una buena campaña, llegando a la gran final, donde ganándole 3-1 en el total de los 2 partidos al Deportes Quindío, logró volver a la Categoría A después de un año y medio.

### Adquisición por parte de la Sociedad Farlay S.A.
El 4 de mayo de 2023, se conoció que la Sociedad Farlay S.A., propiedad del empresario ecuatoriano Michel Deller, máximo accionista de los equipos CD Numancia en España e Independiente del Valle en su país natal, adquirió aproximadamente el 97% de las acciones del equipo, con un monto superior a los 5 millones de dólares, convirtiéndose en su nuevo propietario.
Además, el día 5 de mayo, se celebró una asamblea en la que se anunció su nueva junta directiva, encabezada por el presidente, Maruán Issa y su vicepresidente, Rodrigo Fernández.
El 23 de octubre del 2023, Atlético Huila desciende por cuarta vez a la segunda división, luego de perder 1-0 contra América de Cali por la fecha 18 del Torneo Finalización.

## Símbolos

### Escudo

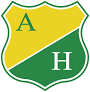

El primer escudo del Atlético Huila lleva los colores del departamento del Huila  el amarillo, el verde y el blanco.
Dentro del escudo podemos mostrar que lleva las letras A y H.
Que significan Atlético Huila, al pasar los años este escudo fue cambiando hasta llegar al que ahora conocemos.

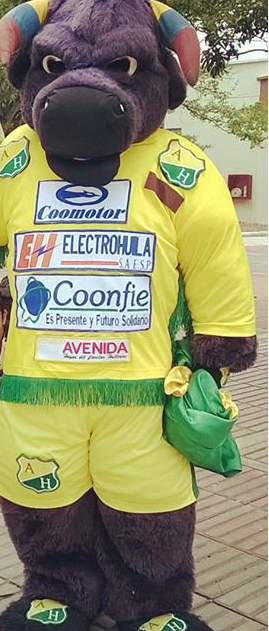
Mascota oficial del Atlético Huila.

### Mascota
La mascota de Atlético Huila es un toro barcino ya que es un símbolo reconocido en Neiva Huila.
Oscar Javier Polanía es un habitante de la capital del Huila, quien ha dedicado parte de su vida a seguir al equipo de fútbol profesional Atlético Huila, él manifiesta que este amor y pasión lo ha convertido en la mascota oficial del conjunto opita.
El barcino, como es conocido esta mascota representativa ha recorrido todos los estadios del país apoyando al equipo huilense muchas veces con recursos propios.
“Un día vi que muchos equipos de fútbol tenían su mascota, por eso decidí crear la mascota del Huila y diseñé mi disfraz y comencé a seguir al equipo, después de que tomo fuerza y amor por la hinchada busque patrocinio y eso me ha permitido viajar y alentar mi equipo”, confirmó.

### Bandera

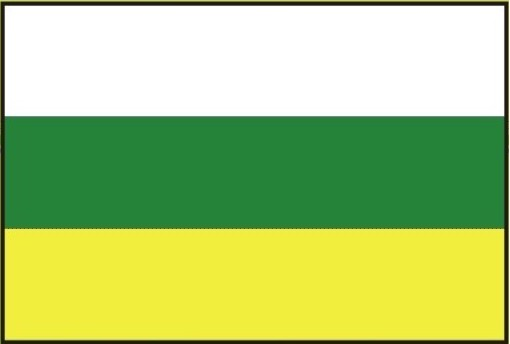
Bandera del Atlético Huila.

La bandera de Atlético Huila está conformada los colores Blanco, Verde y Amarillo. 
Tiene tres franjas horizontales, del mismo ancho, la Bandera tiene los colores del Departamento de Huila:
- El blanco: que está en la parte superior, simboliza las cumbres nevadas del departamento y la honradez de sus moradores.
- El verde: que está en la parte media que ocupa la en la bandera, representa la exuberancia de la tierra huilense y la esperanza de un mejor porvenir.
- El amarillo: que está en la parte inferior, simboliza el despertar de las espigas de los cultivos, fruto del esfuerzo y el trabajo de sus pobladores.

## Indumentaria

### Uniforme
El primer uniforme del Atlético Huila está compuesto por una camiseta color amarilla. Los bordes de las mangas y el cuello son verdes. El pantalón es verde y las medias de color amarillo. Boman es la marca encargada del diseño y confección del uniforme del Atlético Huila desde 2024.
El segundo uniforme, está formado por una camiseta de color blanco. En esta ocasión los bordes de las mangas y el cuello son verdes. El pantalón es blanco y las medias del mismo color.
A continuación se detallan los nombres de las firmas proveedoras de indumentaria desde 1991.

### Evolución de uniformes

#### Uniforme local
| 2013 | 2014 | 2015 | 2016 | 2017 | 2018-I | 2018-II | 2019 |

| 2021 | 2023-I | 2023-II | 2024 | 2025 |

#### Uniforme visitante
| 2013 | 2014 | 2015 | 2016 | 2017 | 2018-I | 2018-II | 2019 |

| 2021 | 2023-I | 2023-II | 2024 | 2025 |

#### Tercer Uniforme
| 2014 | 2015 | 2023-I | 2023-II | 2024 | 2025 |

#### Uniforme Arquero
| 2013 | 2013 | 2020 | 2020 | 2022 | 2022 | 2024 | 2025 |

### Indumentaria
| Periodo         | Proveedor      |
| --------------- | -------------- |
| 1991-2000       | -              |
| 2001-2002       | FSS            |
| 2003            | Ferpa          |
| 2004            | Torino         |
| 2005-2006       | Runic          |
| 2007            | Keuka          |
| 2008-2017       | Sheffy         |
| 2018-2020       | Attle Deportes |
| 2021-2023       | Vicbay S.A.S   |
| 2024-Actualidad | Boman Sport    |

## Proveedor y patrocinadores
| Patrocinios y proveedores | Patrocinios y proveedores | Patrocinios y proveedores | Patrocinios y proveedores |
| ------------------------- | ------------------------- | ------------------------- | --- |
| Periodo                   | Proveedor                 | Patrocinador principal    | Otros patrocinadores |
| 2024                      | Boman                     | Electrohuila              | Coomotor Comfamiliar del Huila PROHUILA S.A.S. BetPlay Las Ceibas Empresas Públicas de Neiva Diario La Nación Spinning Center Gym |

## Estadio
Neiva, cuenta con un estadio con capacidad para 27 000 espectadores, fue inaugurado en 1980 y lleva el nombre de Guillermo Plazas Alcid. Se encuentra ubicado en el Sector de la Libertad. Es propiedad de la alcaldía de Neiva.
El estadio Guillermo Plazas Alcid tuvo un comienzo 'artesanal' que arrancó desde finales de la década de los cincuenta, cuando un grupo de jóvenes decidieron limpiar un terreno minado de piedras ubicado en ese entonces en cercanías al barrio Mano Fuerte, para darle la forma de cancha de fútbol. El proyecto que duró cerca de una semana, terminó llamándose: “El Desnucadero”. Sin embargo, fue hasta el año de 1964 gracias a la famosa marcha del ladrillo, liderada por el alcalde electo de la época Guillermo Plazas Alcid, y en la que participaron estudiantes de colegio y ciudadanos del común, que la idea de tener un estadio de fútbol fue tomando forma. La construcción definitiva se consolidó gracias a la donación un terreno en el barrio La Libertad, por parte de la Alcaldía Municipal por la designación de Neiva como sede de los Juegos Deportivos Nacionales de 1980. La edificación que en el marco inaugural de dicho evento, fue bautizada con el nombre del mandatario que impulsó la iniciativa, es hoy por hoy, y pese a las duras críticas que le llueven por no poseer las mejores adecuaciones, la casa de uno de los ocho mejores equipos de Colombia: El Atlético Huila. Su primera y única adecuación estructural la tuvo entre los años de 1992 y 1995, y fue la creación de la tribuna oriental construida en el mandato del gobernador Luis Enrique Ortiz.

### Ampliación
En junio de 2012, el secretario de Coldeportes Hebert Artunduaga, realizó una inspección en el estadio Guillermo Plazas Alcid y afirmó una inversión esta aproximada de 25 000 millones de pesos colombianos para ampliar y remodelar el estadio con estándares FIFA para competiciones internacionales.
La alcaldía de Neiva confirmó que las obras de remodelación comenzarán en enero de 2015.
La remodelación del Estadio Guillermo Plazas Alcid comenzó el día 22 de enero del 2015.
La remodelación del Estadio Guillermo Plazas Alcid fue suspendida debido al fallecimiento de dos trabajadores a causa del desplome de una de las estructuras. El equipo se quedó sin estadio un tiempo, jugando en Ibagué, Armenia o hasta Girardot. Luego, se le permitió volver al estadio, donde actualmente juega de local, gracias a sus adecuaciones, para recibir hinchas en la tribuna norte, oriental y sur.

## Rivalidad

### Clásico del Tolima grande
El Atlético Huila mantiene una fuerte rivalidad con el Deportes Tolima por la historia de los dos conjuntos es denominado el Clásico del Tolima Grande, ya que estos en un pasado fueron una sola región.
El Clásico del Tolima Grande se ha jugado más de 100 veces en el Fútbol Profesional Colombiano (desde 1993 hasta hoy).

## Presidentes
| Periodo | Periodo    | Presidente            |
| Inicio  | Final      | Presidente            |
| ------- | ---------- | --------------------- |
| 1992    | 1995       | Martín Pujana         |
| 1996    | 2004       | Orlando Rojas         |
| 2005    | 2005       | Jaime Lozada          |
| 2005    | 2010       | Jorge Perdomo         |
| 2010    | 2011       | Jorge Correa Pastrana |
| 2011    | 2011       | Juan Sebastián Lozada |
| 2012    | 2012       | Felio García          |
| 2013    | 2019       | Juan Carlos Patarroyo |
| 2020    | 2021       | Jorge Perdomo         |
| 2021    | 2023       | Juan Carlos Patarroyo |
| 2023    | Actualidad | Maruán David Issa     |

[cita requerida]

## Jugadores

### Plantilla 2025-II
- Los equipos colombianos están limitados a tener en la plantilla un máximo de cuatro jugadores extranjeros. La lista incluye solo la principal nacionalidad de cada jugador.

- Desde la temporada 2019 la Dimayor autorizó únicamente la inscripción de (30) jugadores de los cuales (5) deben ser categoría Sub-23.[124]

### Jugadores cedidos
Jugadores que son propiedad del equipo y son prestados para actuar con otro conjunto, algunos con opción de compra.

### Jugadores cedidos en el club
Jugadores que son propiedad de otro equipo y están prestados en el club, algunos con opción de compra.
| Cedidos             | Cedidos  | Cedidos             | Cedidos           |
| Jugador             | Posición | Cedido desde        | Hasta             |
| ------------------- | -------- | ------------------- | ----------------- |
| Bandera de Colombia |          | Bandera de Colombia | Diciembre de 2023 |

## Jugadores históricos

### Jugadores destacados
- Jugadores que son recordados por sus destacadas actuaciones.[cita requerida]

| Jugadores destacados                     | Jugadores destacados | Jugadores destacados |
| Nombre                                   | Posición             | Periodo              |
| ---------------------------------------- | -------------------- | -------------------- |
| - Guillermo Berrio - Bernardo Redin      |                      | 1992/2000            |
| - Freddy Guarín                          |                      | 2002-2003            |
| - Fredy Montero                          |                      | 2006-2007            |
| - Felipe Pardo                           |                      | 2008                 |
| - Hernán Córdoba                         |                      | 2009                 |
| - Carlos Carbonero                       |                      | 2010                 |
| - Jefferson Lerma - Hernan Hechalar      |                      | 2013-2015            |
| Última actualización: 9 de enero de 2017 |                      |                      |

### Máximos goleadores
Se hace referencia al número total de goles marcados con el club en todos los torneos oficiales en que este participe:
| Máximos goleadores                          | Máximos goleadores     | Máximos goleadores | Máximos goleadores         | Máximos goleadores | Máximos goleadores | Máximos goleadores |
| N.º                                         | Nombre                 | Posición           | Periodo                    | Goles              |                    |                    |
| ------------------------------------------- | ---------------------- | ------------------ | -------------------------- | ------------------ | ------------------ | ------------------ |
| 1.                                          | Guillermo Berrío       | Mediocampista      | 1992-2004                  | 66                 |                    |                    |
| 2.                                          | Manuel Acisclo Córdoba | Delantero          | 1994-1995                  | 39                 |                    |                    |
| 3.                                          | Víctor Guazá           | Delantero          | 2008-2010                  | 31                 |                    |                    |
| 4.                                          | Rodrigo Marangoni      | Mediocampista      | 2006-2008                  | 23                 |                    |                    |
| 5.                                          | Iván Velásquez         | Delantero          | 2009-2010                  | 23                 |                    |                    |
| 6.                                          | Omar Duarte            | Delantero          | 2015- 2018, 2019- 2021     | 19                 |                    |                    |
| 7.                                          | Hernan Hechalar        | Defensa            | 2014 - 2019                | 18                 |                    |                    |
| 8.                                          | Gonzalo Martínez       | Mediocampista      | 2009,2010                  | 17                 |                    |                    |
| 9.                                          | Juan Fernando Caicedo  | Delantero          | 2014                       | 15                 |                    |                    |
| 10.                                         | Gustavo Britos         | Delantero          | 2022-presente              | 15                 |                    |                    |
| 11.                                         | Cristian Canga         | Delantero          | 2012-2014, 2015, 2017,2019 | 15                 |                    |                    |
| 12.                                         | Fredy Montero          | Delantero          | 2006-2007                  | 14                 |                    |                    |
| 13.                                         | Adrián Aranda          | Delantero          | 2007-2008                  | 14                 |                    |                    |
| 14.                                         | Sergio Oscar Almirón   | Delantero          | 2017                       | 14                 |                    |                    |
| 15.                                         | Jorge Hernando Vidal   | Mediocampista      | 2009-2011                  | 14                 |                    |                    |
| 16.                                         | Carlos Carbonero       | Mediocampista      | 2008-2010                  | 13                 |                    |                    |
| 17.                                         | Felipe Pardo           | Delantero          | 2008                       | 12                 |                    |                    |
| 18.                                         | Milton Rodríguez       | Delantero          | 2011-2012                  | 12                 |                    |                    |
| 19.                                         | Jhony Cano             | Delantero          | 2014-2015                  | 12                 |                    |                    |
| 20.                                         | Carlos Rentería        | Delantero          | 2008-2009                  | 12                 |                    |                    |
| 21.                                         | Ayron del Valle        | Delantero          | 2010-2011                  | 12                 |                    |                    |
| 22.                                         | Fredy Guarín           | Mediocampista      | 2002-2003                  | 12                 |                    |                    |
| Última actualización: 23 de octubre de 2023 |                        |                    |                            |                    |                    |                    |

### Jugadores con más partidos en torneo nacional
| Jugadores con más partidos nacionales    | Jugadores con más partidos nacionales | Jugadores con más partidos nacionales | Jugadores con más partidos nacionales |
| N.º                                      | Futbolista                            | Posición                              | Partidos                              |
| ---------------------------------------- | ------------------------------------- | ------------------------------------- | ------------------------------------- |
| 1                                        | Luis Estacio                          | Portero                               | 206                                   |
| 2                                        | Edu Marino Aponza                     | Defensa                               | 204                                   |
| 3                                        | Guillermo Berrío                      | Mediocampista                         | 199                                   |
| 4                                        | Ceferino Peña                         | Delantero                             | 166                                   |
| 5                                        | Duván Hernández                       | Delantero                             | 164                                   |
| 6                                        | Miguel Rojas                          | Defensa                               | 144                                   |
| 7.                                       | Williers Valencia                     | Arquero                               | 125                                   |
| 8.                                       | Nelson Darío Gómez Gómez              | Delantero                             | 116                                   |
| 9.                                       | Miguel Ángel Rojas                    | Delantero                             | 106                                   |
| 10.                                      | David Mendoza                         | Delantero                             | 106                                   |
| Última actualización: 7 de junio de 2017 |                                       |                                       |                                       |

### Jugadores con más partidos internacionales
Se hace referencia al número total de partidos disputados con el club en los torneos internacionales.
| Jugadores con más partidos internacionales  | Jugadores con más partidos internacionales | Jugadores con más partidos internacionales | Jugadores con más partidos internacionales | Jugadores con más partidos internacionales |
| N.º                                         | Nac.                                       | Nombre                                     | Posición                                   | Partidos                                   |
| ------------------------------------------- | ------------------------------------------ | ------------------------------------------ | ------------------------------------------ | ------------------------------------------ |
| 1.                                          | Bandera de Colombia                        | Gonzalo Martínez Caicedo                   | Defensa                                    | 4                                          |
| 2.                                          | Bandera de Colombia                        | Rafael Arlex Castillo                      | Mediocampista                              | 4                                          |
| 3.                                          | Bandera de Colombia                        | Carlos Carbonero                           | Mediocampista                              | 4                                          |
| 4.                                          | Bandera de Paraguay                        | Carlos Villagra                            | Delantero                                  | 4                                          |
| 5.                                          | Bandera de Colombia                        | Luis Fernando Fernández López              | Portero                                    | 4                                          |
| 6.                                          | Bandera de Colombia                        | Ervin Maturana                             | Defensa                                    | 4                                          |
| 7.                                          | Bandera de Colombia                        | Nectalí Vizcaíno                           | Defensa                                    | 4                                          |
| 8.                                          | Bandera de Argentina                       | Ayron del Valle                            | Delantero                                  | 4                                          |
| 9.                                          | Bandera de Colombia                        | Óscar Rueda                                | Delantero                                  | 3                                          |
| 10.                                         | Bandera de Argentina                       | Nicolás Ayr                                | Defensa                                    | 3                                          |
| 11.                                         | Bandera de Colombia                        | Víctor Guazá                               | Delantero                                  | 3                                          |
| 12.                                         | Bandera de Panamá                          | Amílcar Henríquez                          | Mediocampista                              | 3                                          |
| 13.                                         | Bandera de Colombia                        | Bréiner Belalcázar                         | Mediocampista                              | 3                                          |
| 14.                                         | Bandera de Colombia                        | Daniel Bocanegra                           | Defensa                                    | 2                                          |
| 15.                                         | Bandera de Colombia                        | Jeison Quiñónez                            | Delantero                                  | 2                                          |
| 16.                                         | Bandera de Colombia                        | Jorge Hernando Vidal                       | Mediocampista                              | 2                                          |
| 17.                                         | Bandera de Colombia                        | Iván Velásquez                             | Delantero                                  | 1                                          |
| 18.                                         | Bandera de Colombia                        | Javier Araújo                              | Mediocampista                              | 1                                          |
| Última actualización: 23 de octubre de 2023 |                                            |                                            |                                            |                                            |

### Máximos goleadores en torneos internacionales
| Máximos anotadores                       | Máximos anotadores       | Máximos anotadores | Máximos anotadores |
| N.º                                      | Futbolista               | Posición           | Goles              |
| ---------------------------------------- | ------------------------ | ------------------ | ------------------ |
| 1                                        | Gonzalo Martínez Caicedo | Defensa            | 2                  |
| 2                                        | Rafael Arlex Castillo    | Mediocampista      | 1                  |
| 3                                        | Carlos Carbonero         | Mediocampista      | 1                  |
| 4                                        | Óscar Rueda              | Delantero          | 1                  |
| 5                                        | Iván Velásquez           | Delantero          | 1                  |
| Última actualización: 6 de junio de 2017 |                          |                    |                    |

### Máximos goleadores por campeonato
- Goleadores por campeonato (Liga)

| Anotadores por campeonato                 | Anotadores por campeonato           | Anotadores por campeonato | Anotadores por campeonato |
| Temporada                                 | Futbolista                          | Goles                     |                           |
| ----------------------------------------- | ----------------------------------- | ------------------------- | ------------------------- |
| 2023-II                                   | Marcus Vinicius                     | 8                         |                           |
| 2023-I                                    | Gustavo Britos                      | 6                         |                           |
| 2022-II                                   | Gustavo Britos                      | 14                        |                           |
| 2022-I                                    | Andrés Amaya                        | 2                         |                           |
| 2021-II                                   | Brayan Moreno                       | 3                         |                           |
| 2021-I                                    | Yuber Asprilla                      | 7                         |                           |
| 2020                                      | Harold Rivera                       | 6                         |                           |
| 2019-II                                   | Bayron Garcés                       | 4                         |                           |
| 2019-I                                    | Diego Moreno                        | 5                         |                           |
| 2018-II                                   | Edwar López                         | 5                         |                           |
| 2018-I                                    | Omar Duarte                         | 8                         |                           |
| 2017-II                                   | Édinson Palomino                    | 5                         |                           |
| 2017-I                                    | Sergio Almirón                      | 8                         |                           |
| 2016-II                                   | Omar Duarte                         | 7                         |                           |
| 2016-I                                    | Roque Caballero                     | 6                         |                           |
| 2015-II                                   | Yovanny Arrechea                    | 4                         |                           |
| 2015-I                                    | Jhony Cano                          | 8                         |                           |
| 2014-II                                   | Juan Fernando Caicedo               | 14                        |                           |
| 2014-I                                    | Jean Carlos Blanco                  | 5                         |                           |
| 2012-II                                   | Jorge Horacio Serna Nelson Barahona | 3                         |                           |
| 2012-I                                    | Milton Rodríguez                    | 9                         |                           |
| 2010-II                                   | Gonzalo Martínez Caicedo            | 5                         |                           |
| 2010-I                                    | Carlos Carbonero                    | 6                         |                           |
| 2009-II                                   | Iván Velásquez                      | 11                        |                           |
| 2009-I                                    | Juan David Valencia                 | 5                         |                           |
| 2008-I                                    | Carlos Rentería                     | 10                        |                           |
| 2007-I                                    | Fredy Montero                       | 13                        |                           |
| 2005-II                                   | Jorge Díaz Moreno                   | 9                         |                           |
| 1995/96                                   | Manuel Acisclo Córdoba              | 22                        |                           |
| 1994                                      | Manuel Acisclo Córdoba              | 16                        |                           |
| 1992                                      | Guillermo Berrío                    | 18                        |                           |
| Última actualización: 30 de enero de 2018 |                                     |                           |                           |

### Jugadores extranjeros
- Nota: En negrita jugadores extranjeros actualmente bajo disciplina del club.

| Nacionalidad      | #  | Jugadores |
| ----------------- | -- | --- |
| Argentina         | 20 | Hernán Hechalar, Sergio Almirón, Gustavo Britos, Nicolás Ayr, Adrián Aranda, Rodrigo Marangoni, Torres Mozzoni, Marcelo Bergese, Emiliano Méndez, Maxi Barreiro, Martin Javier Carrillo, Lisandro Ariel Silva, Franco Boló, Mariano Vázquez Lucas Trejo, Gustavo Rivadeneira, Maximiliano Flotta, Oscar Eduardo Juárez, Néstor Lo Tártaro, Rafael Sánchez Laudari |
| Paraguay          | 9  | Roque Caballero, Blas Díaz, Carlos Villagra, Francisco Javier García (futbolista paraguayo), Marcelo Dávalos, Pedro Julián Chávez Ruiz, Diego Fabián Barreto, Fabio Escobar, Digno González, |
| Uruguay           | 8  | Jhonny da Silva, Ernesto Hernández Oncina, Mateo Figoli, Gabriel García Reyes, Mario Leguizamón. Aníbal Hernández, Jesús Toscanini, Joaquín Gottesman |
| Venezuela         | 6  | Layneker Zafra, Rafael Dudamel, Armando Maita, César Eduardo González Amais, Freyn Figueroa, Wuiswell Isea |
| Panamá            | 6  | Gabriel Torres, Nelson Barahona, Renán Addles, Amílcar Henríquez, Alejandro Vélez, Luis Choy |
| Brasil            | 5  | Marcus Vinicius, Rogerio Da Silva, Wander Luiz, Ronaille Calheira, Márcio Cruz |
| Ecuador           | 3  | Alejandro Tobar, Luis Caicedo Medina, |
| México            | 2  | Daniel Duarte Romero Guillermo Álvarez |
| Chile             | 1  | Carlos Mariano Molina |
| Guinea Ecuatorial | 1  | Jimmy Bermudez |
| Inglaterra        | 1  | George Saunders (futbolista) |
| Perú              | 1  | Juan Cominges |

## Entrenadores

### Dirección técnica actual
Cuerpo técnico del Atlético Huila en la temporada 2023.
| Dirección técnica actual | Dirección técnica actual | Dirección técnica actual | Dirección técnica actual | Dirección técnica actual | Dirección técnica actual |
| ------------------------ | ------------------------ | ------------------------ | ------------------------ | ------------------------ | ------------------------ |
| Gerente:                 | Carlos Barrero           | Delegado:                | Gerardo Gómez            | Director Deportivo:      | Jorge Luis Cartagena     |
| Jefe de Operaciones:     | Alexander Bahamon        | Presidente:              | Maruán David Issa        | VicePresidente:          | Rodrigo Fernández Ávila  |
| Entrenador:              | Diego Corredor           | Asistente técnico:       | Andres Felipe Acosta     | Preparador de Arqueros:  | Hugo Oswaldo Guzman      |
| Preparador Físico 1:     | Daniel Hurtado Restrepo  | Preparador Físico 2:     | David Gilberto Collzaos  | Coach Pranico:           | Orlando Caicedo          |
| Medico:                  | Juan Carlos Wilches      | Kinesiologo 1:           | Carlos Mauricio Murcia   | Kinesiologo 2:           | Cesar Augusto Rojas      |
| Analista de Video:       | Sebastian Gonzalez       | Utilero:                 | Cesar Rojas              | Utilero:                 | Edward Mosquera          |
| Jefe de Prensa:          | Alejandro Gil            |                          |                          |                          |                          |

### Dirección técnica actual divisiones Inferiores
| Dirección técnica actual            | Dirección técnica actual |
| ----------------------------------- | ------------------------ |
| Entrenador Atlético Huila Femenino: | Douglas Calderon         |
| Entrenador Sub 15:                  | Roddy Diaz               |
| Entrenador Sub 17:                  | Roddy Diaz               |
| Entrenador Sub 20:                  | Dayron Pérez Calle       |

### Lista de Entrenadores de todos los tiempos
- Fuente:[127]

| Nombre                | Periodo     |
| --------------------- | ----------- |
| Víctor Quiñónez       | 1991 - 1991 |
| Alberto Rujana        | 1992 - 1995 |
| Nelson Abadía         | 1996 - 1996 |
| Rafael Corrales       | 1997 - 1999 |
| Nelson Gallego        | 2000 - 2000 |
| Jairo Silva Quizá     | 2000 - 2000 |
| Juan Eugenio Jiménez  | 2001 - 2002 |
| Bernardo Redín        | 2002 - 2003 |
| Iván Arroyo           | 2003 - 2003 |
| Félix Valverde        | 2004 - 2004 |
| Bernardo Redín        | 2005 - 2005 |
| Néstor Otero          | 2006 - 2007 |
| Javier Álvarez        | 2007 - 2008 |
| Miguel Augusto Prince | 2009 - 2009 |
| Guillermo Berrío      | 2009 - 2011 |
| Néstor Otero          | 2011 - 2012 |
| Álvaro de Jesús Gómez | 2012 - 2013 |
| Javier Álvarez        | 2013 - 2013 |
| Virgilio Puerto       | 2013 - 2014 |
| Fernando Castro       | 2014 - 2014 |

| Nombre                | Periodo     |
| --------------------- | ----------- |
| José Fernando Santa   | 2015 - 2016 |
| Oswaldo Durán         | 2016 - 2016 |
| Virgilio Puerto       | 2016 - 2016 |
| Jorge Vivaldo         | 2017 - 2017 |
| Jorge Bermúdez        | 2017 - 2017 |
| Néstor Craviotto      | 2017 - 2018 |
| Dayron Pérez          | 2018 - 2019 |
| Luis Fernando Herrera | 2019 - 2019 |
| Jorge Luis Bernal     | 2019 - 2019 |
| Flavio Robatto        | 2020 - 2020 |
| Dayron Pérez          | 2020 - 2021 |
| Alberto Rujana        | 2021 - 2021 |
| Carlos Abella         | 2021 - 2021 |
| José Fernando Santa   | 2022 - 2022 |
| Néstor Craviotto      | 2022 - 2023 |
| Diego Corredor        | 2023 - Act  |

## Instalaciones
- Sede administrativa Campo Marte: Allí se encuentra la sede de la tienda deportiva, propiedad del club, zona tipo coliseo de baloncesto, gimnasio, ya que se encuentra ubicada en el coliseo Álvaro Sánchez Silva.

- Sede Deportiva: El Atlético Huila es uno de los clubes colombianos con una infraestructura deportiva a su servicio cuenta con 3 canchas de entrenamiento, gimnasio, camerinos, departamento médico, salón de reuniones y barbecue. Ubicada en el km 13 vía Rivera, vereda Río Frío.

## Datos del club
- Puesto histórico: 16.º
  - Temporadas en 1.ª: 45 (1993-1995/96, 1998-2019, 2021-II, 2023).
  - Temporadas en 2.ª: 8 (1991-1992, 1996/97-1997, 2020-2021-I, 2022, 2024 -).
- Mejor puesto:
  - En Categoría Primera A: 1.º (2015-I - Fase de todos contra todos).
    - Subcampeón en 2007-I y 2009-II.

  - En Copa Colombia: 7.º (2009, Segunda Fase).
  - En Categoría Primera B: Campeón (1992, 1997, 2020).
- Peor puesto:
  - En Categoría Primera A: 18.º (2012-II).
  - En Copa Colombia: 35.º (2013, Primera Fase).
  - En Categoría Primera B: 14.º (2022-l).
- Máximo goleador: Guillermo Berrío con 66 goles 1992 y 2004.
- Goles picos del club:
  - Gol 1: Nilton Bernal contra Millonarios.
  - Gol 1000: Jefferson Lerma contra Fortaleza el 6 de febrero de 2014.
- Mayores goleadas conseguidas:
  - En campeonatos nacionales:
    - 10-0 al Dinastía de Riosucio el 19 de julio de 1992[128][129]
    - 6-0 al Atlético el 8 de octubre de 2022
    - 6-1 al Deportivo Pasto el 12 de mayo de 2013[130]
    - 1-5 al Deportes Tolima el 20 de septiembre de 2014[131]
    - 4-0 al América de Cali el 31 de marzo de 2018[132][133][134][135]
    - 4-0 al Boyacá Chicó el 30 de octubre de 2010[136]
    - 4-1 al Deportes Quindío el 13 de agosto de 2006[137]
    - 4-1 al Independiente Santa Fe el 13 de diciembre de 2009[138]
    - 4-1 a Patriotas Boyacá el 9 de agosto de 2014
    - 4-2 al Atlético Bucaramanga el 9 de marzo de 2008[139]
    - 0-4 a Llaneros el 4 de marzo de 2020[140]
    - 0-3 a Millonarios el 15 de agosto de 2004[141]
- En campeonatos internacionales:
  -     - 4-1 al Trujillanos el 4 de agosto de 2010
- Mayores goleadas recibidas:
  - En campeonatos nacionales:
    - 7-1 ante Atlético Nacional el 12 de mayo de 1996
    - 4-7 ante Deportes Tolima el 3 de abril de 2011[142][143]
    - 0-5 ante Deportivo Cali el 1 de noviembre de 2021[144]
    - 5-0 ante Independiente Santa Fe el 14 de mayo del 2023
    - 5-1 ante Equidad el 7 de octubre de 2012[145]
    - 5-0 ante Atlético Bucaramanga el 19 de agosto de 2007[146]
    - 0-4 ante Millonarios el 5 de agosto de 2012[147]
    - 4-0 ante Cúcuta Deportivo el 3 de junio de 2007[148]
    - 0-4 ante Deportivo Pasto el 18 de septiembre de 2005[149][150][151]
    - 1-4 ante Deportivo Cali el 22 de mayo de 2011
    - 0-3 ante Deportivo Pereira, el 18 de mayo de 2006[152]

  - En campeonatos internacionales:
    - 4-0 ante San José el 22 de septiembre de 2010
- Participaciones internacionales:
  - Copa Conmebol (1): 1999.
  - Copa Sudamericana (1): 2010.

### Participaciones internacionales
| Competencia           | Edición                  |
| --------------------- | ------------------------ |
| Copa Conmebol (1)     | 1999 (Octavos de Final). |
| Copa Sudamericana (1) | 2010 (Segunda fase).     |

### Partidos por Copa Internacionales

#### Octavos de final
| 13 de octubre de 1999 | Atlético Huila     | 1:2 (0:1) | São Raimundo (AM)       | Estadio Guillermo Plazas Alcid, Neiva, Colombia |  |
|                       | Jimmy Asprilla 64' | Reporte   | Neto 12' · Ze Divan 85' |                                                 |  |

| 20 de octubre de 1999 | São Raimundo (AM)                | 2:1 (1:1) | Atlético Huila         | Estádio Ismael Benigno 'Colina', Manaus (AM), Brasil |  |
|                       | Marcelo Araxa 44' · Ze Divan 85' | Reporte   | Julio César Ararat 19' |                                                      |  |

#### Primera fase
| 4 de agosto de 2010 | Atlético Huila                                                 | 4:1 (3:1) | Trujillanos | Estadio Guillermo Plazas Alcid, Neiva, Colombia |                                  |
|                     | Carbonero 5' · Castillo 32' · Martínez 37' (p) · Velásquez 90' | Reporte   | García 18'  | Árbitro(s): Omar Ponce (Ecuador)                | Árbitro(s): Omar Ponce (Ecuador) |

| 1 de septiembre de 2010 | Trujillanos     | 1:1 (1:1) | Atlético Huila | Estadio José Alberto Pérez, Valera, Venezuela |                                   |
|                         | Rubén García 3' | Reporte   | Óscar Rueda 8' | Árbitro(s): Raúl Orozco (Bolivia)             | Árbitro(s): Raúl Orozco (Bolivia) |

#### Segunda fase
| 7 de septiembre de 2010 | Atlético Huila           | 1:1 (0:1) | San José           | Estadio Guillermo Plazas Alcid, Neiva, Colombia |                                   |
|                         | Gonzalo Martínez 60' (p) | Reporte   | Regis de Souza 27' | Árbitro(s): Carlos Vera (Ecuador)               | Árbitro(s): Carlos Vera (Ecuador) |

| 22 de septiembre de 2010 | San José                                                                               | 4:0 (3:0) | Atlético Huila | Estadio Jesús Bermúdez, Oruro, Bolivia |                                       |
|                          | Aquilino Villalba 5' · Regis de Souza 23' · Alejandro Bejarano 42' · Aníbal Medina 66' | Reporte   |                | Árbitro(s): Carlos Galeano (Paraguay)  | Árbitro(s): Carlos Galeano (Paraguay) |

### Amistosos contra clubes europeos

#### Amistoso internacional
| 22 de mayo de 2012 | Atlético Huila         | 1:3 (0:2) | Atlético de Madrid                  | Estadio Guillermo Plazas Alcid, Neiva, Colombia |                                      |
|                    | Digno González 48' (p) | Reporte   | Eduardo Salvio 32' 74' · Sílvio 43' | Árbitro(s): Wilmar Roldán (Colombia)            | Árbitro(s): Wilmar Roldán (Colombia) |

## Copa Colombia
De 1950 a 1989 no participó.

### Copa Colombia
| Año   | Ronda            | Posición | PJ  | PG | PE | PP | GF  | GC  | Dif |
| ----- | ---------------- | -------- | --- | -- | -- | -- | --- | --- | --- |
| 2008  | Primera ronda    | 26.º     | 10  | 2  | 5  | 3  | 13  | 13  | 0   |
| 2009  | Segunda Fase     | 7.º      | 12  | 7  | 2  | 3  | 17  | 12  | 5   |
| 2010  | Octavos de final | 11.º     | 12  | 6  | 2  | 4  | 18  | 13  | 5   |
| 2011  | Octavos de final | 13.º     | 12  | 6  | 1  | 5  | 12  | 14  | -2  |
| 2012  | Primera ronda    | 23.º     | 10  | 3  | 4  | 3  | 14  | 15  | -1  |
| 2013  | Primera Ronda    | 35.º     | 10  | 1  | 2  | 7  | 7   | 18  | -11 |
| 2014  | Primera ronda    | 20.º     | 10  | 4  | 1  | 5  | 14  | 14  | 0   |
| 2015  | Primera Ronda    | 20.º     | 6   | 2  | 2  | 2  | 13  | 11  | 2   |
| 2016  | Primera Ronda    | 28.º     | 6   | 1  | 2  | 3  | 5   | 7   | -2  |
| 2017  | Octavos de final | 14.º     | 8   | 4  | 1  | 3  | 8   | 8   | 0   |
| 2018  | Primera Ronda    | 33.º     | 6   | 0  | 3  | 3  | 7   | 13  | -6  |
| 2019  | Primera Ronda    | 17.º     | 6   | 3  | 2  | 1  | 7   | 6   | 1   |
| 2020  | Fase 2           | 26.º     | 4   | 1  | 1  | 2  | 5   | 5   | 0   |
| 2021  | Fase 1           | 35.º     | 2   | 0  | 0  | 2  | 3   | 5   | -2  |
| 2022  | Fase 2           | 26.º     | 4   | 1  | 1  | 2  | 1   | 4   | -3  |
| 2023  | Fase 1           | 33.º     | 2   | 0  | 1  | 1  | 0   | 1   | -1  |
| 2024  | Fase 2           | 21.º     | 4   | 2  | 1  | 1  | 7   | 5   | 2   |
| Total | 9/16             | 22.º     | 124 | 43 | 31 | 50 | 151 | 164 | -13 |

## Palmarés

### Torneos nacionales oficiales (4)
| Competición Nacional      | Títulos                  | Subcampeonatos  |
| ------------------------- | ------------------------ | --------------- |
| Categoría Primera A (0/2) |                          | 2007-I, 2009-II |
| Categoría Primera B (3/1) | 1992, 1997, 2020, 2021-I | 2022            |

### Otros torneos nacionales de Segunda División (1)
| Competición Nacional                | Títulos | Subcampeonatos |
| ----------------------------------- | ------- | -------------- |
| Torneo Finalización Primera B (1/0) | 2022-II |                |

- Ganador del Torneo Finalización 2022-II de la Primera B.

### Ascensos y descensos

#### Ascensos a Primera División <Categoría Primera A> (4)
| Competición Nacional              | Año                      |
| --------------------------------- | ------------------------ |
| Ascenso a Categoría Primera A (4) | 1992, 1997, 2021-I, 2022 |

#### Descensos a Segunda División <Categoría Primera B> (4)
| Competición Nacional               | Año                          |
| ---------------------------------- | ---------------------------- |
| Descenso a Categoría Primera B (4) | 1995-96, 2019, 2021-II, 2023 |

### Torneos nacionales oficiales (1)
| Competición Nacional            | Títulos | Subcampeonatos |
| ------------------------------- | ------- | -------------- |
| Liga Profesional Femenina (1/1) | 2018    | 2017           |

### Torneos internacionales oficiales (1)
| Competición Internacional        | Títulos | Subcampeonatos |
| -------------------------------- | ------- | -------------- |
| Copa Libertadores Femenina (1/0) | 2018    |                |

### Torneos nacionales oficiales (1)
| Competición Nacional            | Títulos | Subcampeonatos |
| ------------------------------- | ------- | -------------- |
| Liga Colombiana de Futsal (1/0) | 2012-II |                |

## Clubes afiliados
- Notas:
  - Los equipos son propiedad de la Sociedad Farlay S.A., también conocido como el Grupo Independiente, al igual que el Atlético Huila.[156][157]
  - El Atlético Huila se convirtió en el segundo equipo colombiano en tener filiales por fuera del país tras Millonarios que cuenta con equipos en Francia, Italia y España.

### Copropiedad
| Masculino                    | Masculino       | Femenino                | Femenino        |
| ---------------------------- | --------------- | ----------------------- | --------------- |
| Atlético Huila 95%           | (2023-presente) | Atlético Huila Femenino | (2023-presente) |
| Independiente del Valle 100% | (2005-presente) | Independiente Dragonas  | (2022-presente) |
| Independiente Juniors 100%   | (2007-presente) |                         |                 |
| CD Numancia 49.9%            | (2020-presente) |                         |                 |